# Baulny

Baulny este o comună în departamentul Meuse din nord-estul Franței. În 2010 avea o populație de 15 de locuitori.

## Evoluția populației
| An        | 1975 | 1982 | 1990 | 1999 | 2006 | 2010 |
| --------- | ---- | ---- | ---- | ---- | ---- | ---- |
| Populație | 30   | 27   | 29   | 22   | 14   | 15   |